# Adélaïde United Football Club
Maillots
Actualités
L’Adélaïde United Football Club (en anglais : Adelaide United Football Club) est un club australien de football basé à Adélaïde.

## Historique
Saison 2005-06: 1er rang de la A-League.
Saison 2006-07: 2e rang de la A-League. (Éliminé en Grande Finale)
Finaliste de la Ligue des champions de l'AFC 2008.
Saison 2008-09: 2e rang de la A-League.(Éliminé en Grande Finale)
En août 2014, le club recrute l'ancien joueur du FC Barcelone, Guillermo Amor au poste de directeur sportif. En juillet 2015, Guillermo Amor succède à Josep Gombau au poste d'entraîneur.

## Résultats année par année
| Année     | Saison régulière | Playoffs        | Ligue des Champions |
| --------- | ---------------- | --------------- | ------------------- |
| 2005-2006 | 1er              | Demi-finale     | Non qualifié        |
| 2006-2007 | 2e               | Finaliste       | Phase de poule      |
| 2007-2008 | 6e               | Non qualifié    | Finaliste           |
| 2008-2009 | 2e               | Finaliste       | Non qualifié        |
| 2009-2010 | 10e              | Non qualifié    | Huitièmes de finale |
| 2010-2011 | 3e               | Demi-finale     | Non qualifié        |
| 2011-2012 | 9e               | Non qualifié    | Quart de finale     |
| 2012-2013 | 4e               | Quart de finale | Non qualifié        |
| 2013-2014 | 6e               | Quart de finale | Non qualifié        |
| 2014-2015 | 3e               | Demi-finale     | Non qualifié        |
| 2015-2016 | 1er              | Champion        | Barrages            |
| 2016-2017 | 9e               | Non qualifié    | Phase de poule      |
| 2017-2018 | 5e               | Quart de finale | Non qualifié        |
| 2018-2019 | 4e               | Quart de finale | Non qualifié        |
| 2019-2020 | 7e               | Non qualifié    | Non qualifié        |
| 2020-2021 | 5e               | Demi-finale     | Non qualifié        |
| 2021-2022 | 4e               | Demi-finale     | Non qualifié        |
| 2022-2023 | 3e               | Demi-finale     | Non qualifié        |
| 2023-2024 | 8e               | Non qualifié    | Non qualifié        |

## Joueurs et personnalités du club

### Entraîneurs
Le tableau suivant présente la liste des entraîneurs du club depuis 2003.
| Rang | Nom                        | Période                 |
| ---- | -------------------------- | ----------------------- |
| 1    | John Kosmina               | sept. 2003 - févr. 2007 |
| 2    | Aurelio Vidmar             | févr. 2007 - juin 2010  |
| 3    | Rini Coolen                | juil. 2010 - déc. 2011  |
| 4    | John Kosmina               | déc. 2011 - janv. 2013  |
| 5    | Michael Valkanis (intérim) | janv. 2013 - avr. 2013  |
| 6    | Josep Gombau               | mai 2013 - juil. 2015   |
| 7    | Guillermo Amor             | juil. 2015 - 2017       |
| 8    | Marko Kurz                 | 2017 - 2019             |

### Joueurs emblématiques
- Paul Agostino
- Ross Aloisi
- Nigel Boogaard (en)
- Nathan Burns
- Robert Cornthwaite
- Bruce Djite
- Travis Dodd
- Eugene Galeković
- Adam Hughes (en)
- Scott Jamieso (en)
- Mathew Leckie
- Michael Marrone
- Karim Matmour
- Jonathan McKain
- Saša Ognenovski
- Kristian Sarkies
- Shane Smeltz
- Michael Valkanis
- Carl Veart
- Aurelio Vidmar
- Dario Vidošić
- Cameron Watson (en)
- Iain Ramsay (en)
- Cássio (en)
- Cristiano
- Romário
- Marcelo Carrusca
- Jerónimo (en)
- Sergio Cirio (es)
- Isaías Sánchez (en)
- Pablo Sánchez (en)
- Bobby Petta
- Sergio van Dijk

## Palmarès
- Championnat d'Australie : 2016
- Coupe d'Australie : 2015, 2018 et 2019